# Violences et dégradations urbaines du nouvel an en France
Les violences et dégradations urbaines du nouvel an sont un phénomène de violence urbaine ayant lieu du 31 décembre au 1er janvier, nuit de la Saint-Sylvestre, depuis les années 1990 en France.

## Origine

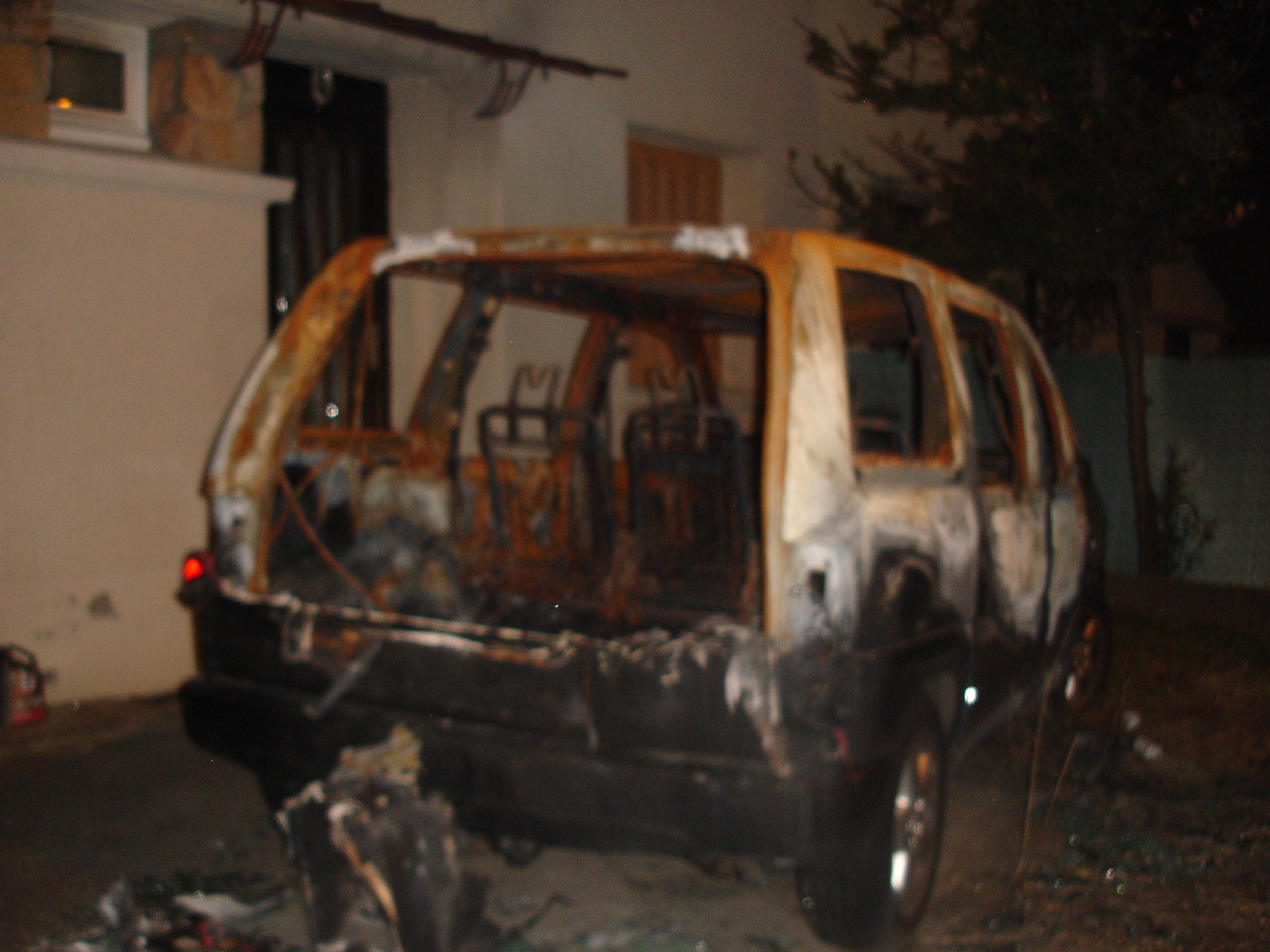
Voiture brulée, décembre 2007.

Pour le Figaro, le phénomène était inexistant jusqu’à la fin des années 1980.
Le fait est signalé par Jacques Chirac, alors président de la République, en septembre 1999, à un congrès des sapeurs-pompiers, et fait depuis l'objet d'un suivi médiatique, avec un pic des dégradations constaté en 2005. Le sociologue Michel Wieviorka parle en 2018 d'un phénomène persistant depuis une trentaine d'années, remontant aux années 1980-90.
Contrairement à certaines émeutes qui surviennent en réaction à des faits divers, ces émeutes ne peuvent être rattachées à un motif clair.

## Caractérisation
Ce phénomène lié à la nuit de la saint-Sylvestre est marqué par :
- un nombre important de voitures brûlées durant la nuit,
- des affrontements avec les forces de l'ordre ou des représentants de l’État (pompiers),
- des vols[6],
- une inaction intentionnelle des forces de police et de gendarmerie, qui ont ordre de ne pas faire de blessés.

## Données brutes
Le 1er janvier 1997, douze véhicules sont brûlés à Strasbourg. Cette ville connaît d'ailleurs au cours des années 1990 un nombre considérable de voitures brûlées au point qu'on évoque le « rituel des voitures incendiées ».
Par la suite, sur la France entière, 1 193 véhicules sont brûlés le 1er janvier 2013, 1 067 le 1er janvier 2014, 940 le 1er janvier 2015, 804 le 1er janvier 2016, 945 le 1er janvier 2017.
Le 1er janvier 2018, 1 031 véhicules sont incendiés.

### Nombres de véhicules incendiés la nuit de la Saint-Sylvestre
Les chiffres sont ceux du ministère de l’intérieur, sauf pour 2019 et 2020 à la suite de l'arrêt de communication des chiffres.
| 2002 | 2003 | 2004 | 2005 | 2006 | 2007 | 2008 | 2009 | 2010 | 2011 | 2012 | 2013 | 2014 | 2015 | 2016 | 2017 | 2018 | 2019 | 2020 | 2021 | 2022 | 2023 | 2024 | 2025 |
| ---- | ---- | ---- | ---- | ---- | ---- | ---- | ---- | ---- | ---- | ---- | ---- | ---- | ---- | ---- | ---- | ---- | ---- | ---- | ---- | ---- | ---- | ---- | ---- |
| 388  | 379  | 324  | 337  | 425  | 397  | 878  | 1147 | 1137 | 950  | 1025 | 1193 | 1067 | 940  | 804  | 945  | 1031 | 1290 | 1457 | 861  | 874  | 690  | 745  | 984  |

## Polémiques et réactions des autorités
En 2010, 2011 et 2012, le ministère de l'intérieur a fait le choix[réf. nécessaire] de ne pas communiquer les bilans de ces violences urbaines. Le nombre des voitures incendiées a été publié à partir de 2013.